# 하인리히 추 메클렌부르크슈베린 대공자
메클렌부르크슈베린의 헨드릭(네덜란드어: Hendrik van Mecklenburg-Schwerin 헨드릭 판 메클렌뷔르흐슈웨린[*], 1876년 4월 19일 ~ 1934년 7월 3일)은 네덜란드 빌헬미나 여왕의 부군이다. 그는 네덜란드에서 장기적 부군이었다.

## 생애
하인리히 블라디미르 알브레히트 에른스트(독일어: Heinrich Wladimir Albrecht Ernst)란 본명으로 현재 독일의 메클렌부르크포어포메른주에 속하는 메클렌부르크슈베린 공국 슈베린에서 메클렌부르크슈베린 대공 프리드리히 프란츠 2세와 그의 3번째 부인 슈바르츠부르크루돌슈타트의 마리 공주 사이에 막내 아들로 태어났다.
1901년 2월 6일 네덜란드의 황태자로 창조되어 다음날 헤이그에서 빌헬미나 여왕과 결혼하였다. 그들의 결혼 생활 당시에 여왕이 자신의 배우자에게 일신을 바쳤어도 상속인을 일으키면서 그 의무를 만나는 것보다 약간 더 불행으로 장기 흥행에서 증명하였다.
부부는 외동딸 율리아나를 두었다. 헨드릭은 58세의 나이로 1934년 7월 3일 헤이그에서 사망하였다. 이후 핌 리르라는 사생아 아들이 있는 것이 밝혀졌다. 

### 1928년 하계 올림픽
1928년 암스테르담에서 하계 올림픽이 개최되었다. 46개국이 참가한 이 경기는 여왕 자신을 위하여 대리를 보는 데 그녀를 위임한 배우자 헨드릭 공에 의하여 공식적으로 개막되었다.
여왕은 이때 노르웨이에서 휴가를 보내면서 국가 원수가 경기를 개막하는 데 헨드릭 공 자신이 제공들을 거부하였다고 한다.

### 스카우팅
1915년 12월 11일 헨드릭 공은 2개의 네덜란드 보이스카웃 기구들 NPO(네덜란드 선구자 기구)와 NPB(네덜란드 선구자 연맹)를 NPV로 형성하는 데 성공적으로 병합하였다.
그는 그 기구의 왕립 위원이 되었고, 1920년 그 의장이 되는 데 장자크 람보네트에게 의문하였다.

## 혼외 관계들
헨드릭 공은 다수의 혼외 연애들을 한 것으로 알려졌다. 빌헬미나 여왕은 자신이 과부 신세로 지내는 동안 3명의 전 연인들에게 1달마다 수당을 냈다. 제네바에서 쥘리아 세르베이에게 200휠던, 취리히에서 빌헬미네 슈타이너에게 500 휠던, 그리고 헤이그에서 메인 리에르베네커르에게 500 휠던을 냈다.
| 전임 발데크피르몬트의 엠마 | 네덜란드 여왕 부군 1901년 2월 7일~1934년 7월 3일 | 후임 리페비스터펠트의 베른하르트 |

## 같이 보기
- PEC 즈볼러